# Kommunbrauhaus (Lohr)

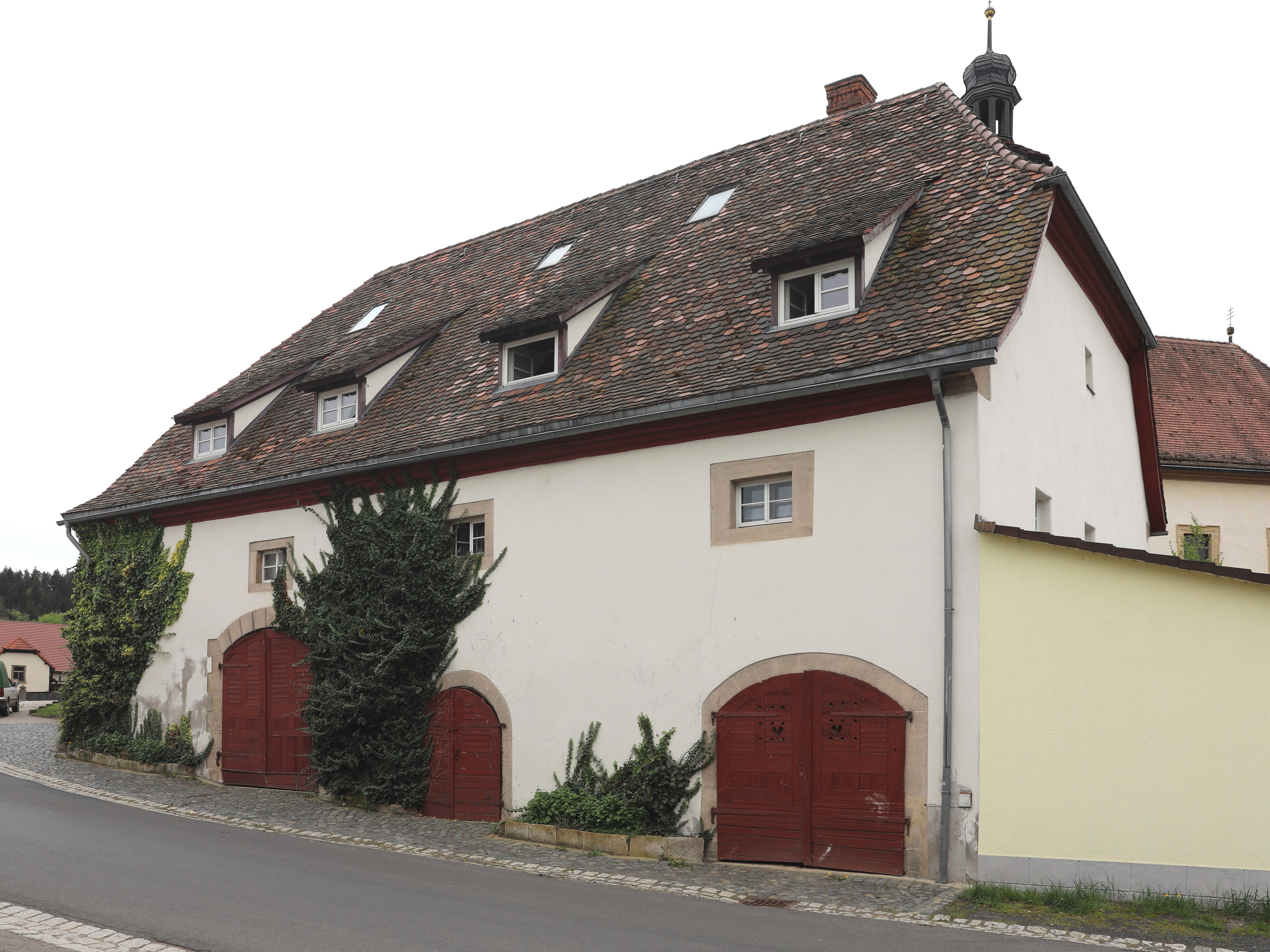
Ehemaliges Kommunbrauhaus in Lohr

Das Kommunbrauhaus in Lohr, einem Ortsteil der Gemeinde Pfarrweisach im unterfränkischen Landkreis Haßberge in Bayern, wurde in der ersten Hälfte des 19. Jahrhunderts errichtet. Das ehemalige Kommunbrauhaus mit der Adresse Lohr 31 ist ein geschütztes Baudenkmal.
Der eineinhalbgeschossige Sandsteinquaderbau mit Halbwalmdach ist verputzt und hat kleine Dachgauben. 